# Іванова Тетяна Миколаївна (художниця)
Тетяна Миколаївна Івано́ва (нар. 22 лютого 1931, Іваново — пом. 26 лютого 2001, Київ) — українська художниця декоративного текстилю; член Спілки радянських художників України з 1964 року.

## Біографія
Народилася 22 лютого 1931 року в місті Івановому (нині Росія). Протягом 1947—1951 років навчалася у Івановоському хіміко-технологічному технікумі; у 1951—1956 роках — на художньому відділенні Московського текстильного інституту, де її викладачами були зокрема Борис Заказнов, Михайло Хвостенко.
Упродовж 1956—1986 років працювала на Дарницькому шовковому комбінаті в Києві. Жила в Києві в будинку на вулиці Братиславській, № 16, квартира № 124. Померла в Києві 26 лютого 2001 року.

## Творчість
Працювала в галузі декоративного мистецтва (художній текстиль). Створювала малюнки для вибивних платтяних і декоративних тканин. Серед робіт набивні шовкові тканини для жіночої сукні:
- «Вербочки» (1957);
- «Берізка» (1960);
- «Юність» (1964);
- «Півонії» (1967).
- «Лотос» (1967);
- «Народні мотиви» (1968);
- «Хвилі» (1971);
- «Хвилина» (1972).

Брала участь у республіканських виставках з 1957 року, всесоюзних — з 1961 року, зарубіжних — з 1958 року, зокрема тканини з її малюнками експонувалися у Лондоні у 1961 році, Загребі у 1961 і 1962 роках, Познані у 1963 році.
Окремі зразки художниці зберігаються в Національному музеї українського народного декоративного мистецтва у Києві.